# Marmotă
Marmotele (Marmota) sunt un gen de mamifere rozătoare plantigrade galericole din familia sciuride (Sciuridae) de talie relativ mare (30-60 cm lungime și o greutate de 3-7,5 kg), cu corp greoi, membre scurte, coada ușor comprimată și acoperită de peri lungi. Au un cap masiv, urechile mici și rotunjite. Grosimea blănii lor este influențată de condițiile climatice, iar culoarea variază după specie, de la cafeniu-gălbui, la cafeniu-roșcat sau cafeniu închis pe spate și flancuri. 
Marmotele sunt animale diurne, bune săpătoare, dar se pot cățăra și în arbori. Galeriile sunt săpate în soluri afânate sau printre pietre și au o structură complicată cu mai multe ieșiri, iar pe traiectul lor se găsește camera principală, mare, unde se odihnește întreaga familie. Galeria de iarnă este mai mare și mai profundă decât cea de vară. Când sunt în pericol marmotele emit șuierături puternice și se retrag în galerii. Sunt animale puțin sprintene, greoaie, cu sărituri scurte. În timpul mersului îndepărtează membrele, lăsând impresia că se clatină. Trăiesc în colonii sau sunt solitare. Hibernează în sezonul rece. Hrana este de natură vegetală, graminee, buruieni, rădăcini nu numai în stare verde, ci și uscată. Ocazional consumă și insecte. Își aleg loc pentru galerii aproape de sursa de hrană pentru ca la nevoie să se poată refugia în adăpostul său. Dușmanii cei mai mari sunt acvila de munte, vulpea și câinele ciobănesc lăsat liber. Maturitatea sexuală este atinsă la vârsta de 2-3 ani. Se împerechează în aprilie-mai. Durata sarcinii este de 33-42 zile. Femelele nasc o singură dată pe an 2-10  (de obicei 4-5) pui golași și cu pleoapele lipite.
Genul cuprinde 14 specii răspândite în regiunile palearctice și nearctice. Se întâlnesc în Europa, Asia septentrională și centrală, Canada, Statele Unite (cu excepția părților sudice), regiunile muntoase din Alaska. În Europa marmotele trăiesc în Alpi, Pirinei, Tatra, Carpații românești. Pe verticală urcă până la altitudini de 1.600 - 3.000 m. În România viețuiește marmota alpină, în Munții Rodnei, Făgăraș și Retezat, iar în prezent își extinde continuu arealul.
Marmotele sunt apreciate atât pentru blană și carne, cât și pentru grăsimea lor, folosită în medicina tradițională pentru tratarea afecțiunilor reumatice, respiratorii, și a colicilor etc. 
Specia cea mai cunoscută în Europa este marmota alpină (Marmota marmota) care trăiește în munți, în timp ce în America de Nord, e cunoscută Marmota monax, denumită în mod obișnuit în Canada francofonă siffleux („fluieraș”).

## Etimologie
Termenul românesc marmotă este un împrumut din limbile franceză, marmotte și italiană, marmotta.

## Descriere

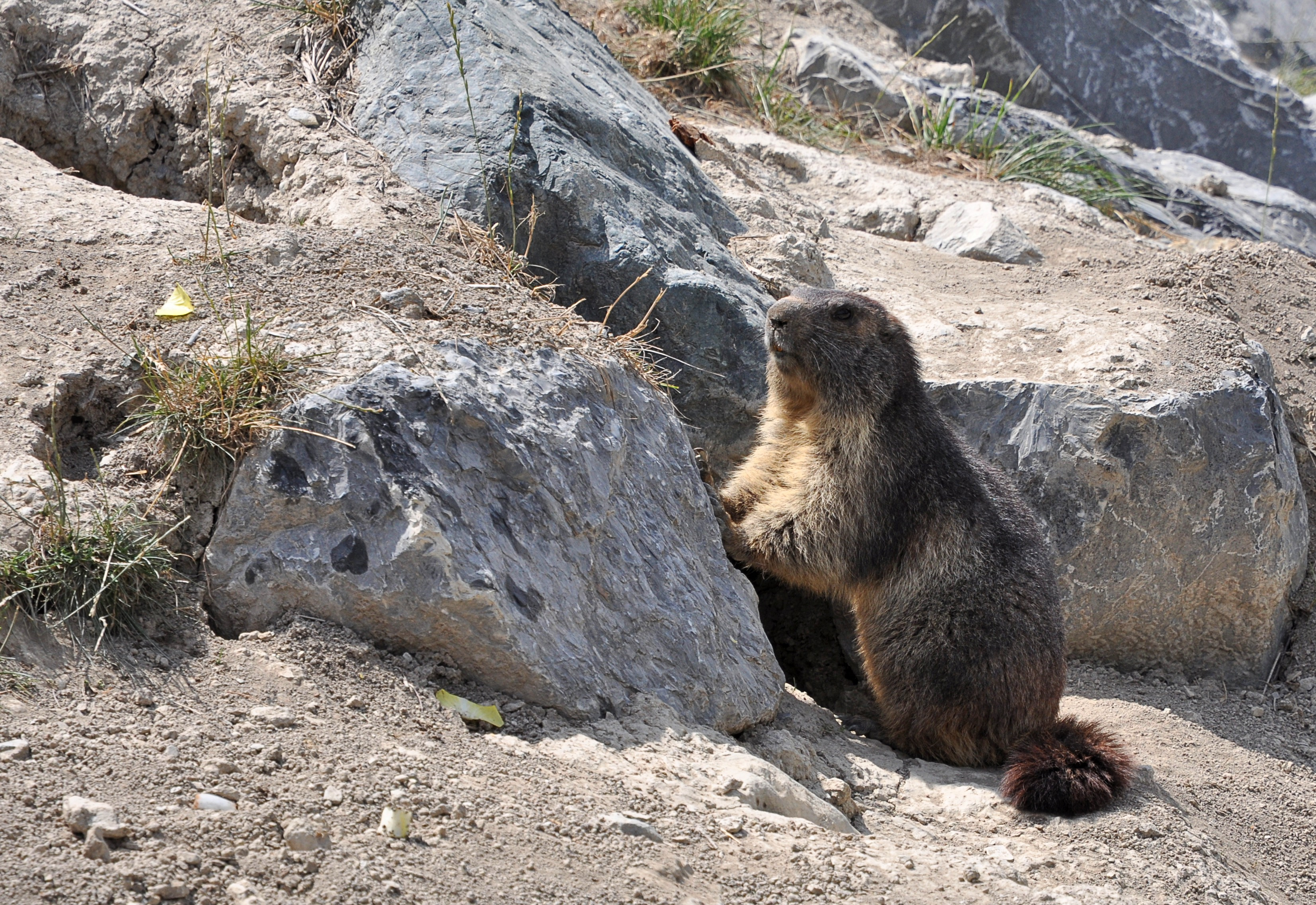
Marmotă în Munții Alpi

Părul marmotei este brun, negru sau maro. Are corpul bondoc, urechile rotunde. Membrele marmotei sunt scurte și puternice, iar coada este lungă. Talia este de la 46 la 66 cm, cu o greutate cuprinsă între 2 și 9 kg. Trăiește între 4 și 10 ani în captivitate și între 4 și 8 ani în libertate. Este denumită „fluieraș” întrucât atunci când este în pericol, ea fluieră pentru a alerta celelalte marmote, care se vor refugia în vizuină.

## Răspândire și habitat

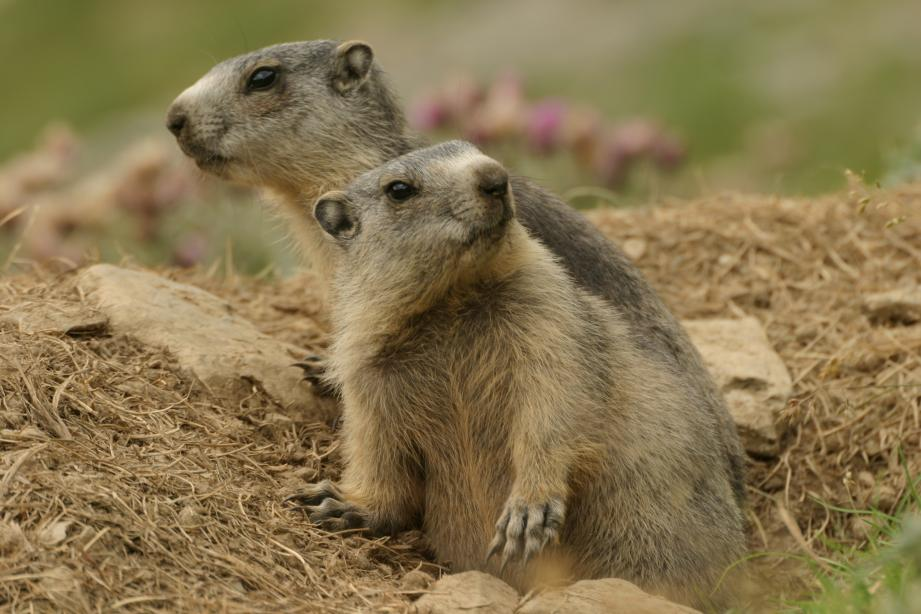
Marmote din Pirinei.

Marmota trăiește în munți la altitudini cuprinse între 1.300 și 3.000 de metri. Această amplitudine altitudinală ar putea fi explicată prin răcoarea hibernală  pe care o caută cât și prin presiunea exercitată de om asupra speciei.
Paleontologii au găsit deja în secolul al XIX-lea oseminte de marmotă pe marile câmpii ale Europei de Vest (între care în Franța , bazinul parizian inclusiv și mai la vest în Poitou-Charentes) sau mai la nord în Belgia (în paleoliticul mijlociu potrivit fosilelor din peștera Walou de la Trooz de exemplu) unde primii paleontologi au fost surprinși să descopere că marmota viețuia altădată, pe teritoriul Belgiei de azi, alături de oamenii preistorici, dar și elefantul, rinocerul, hipopotamul, hiena, leul (care nu au supraviețuit astăzi decât în zona tropicală) și renul, glutonul, vulpea argintie, capra-neagră (astăzi refugiate în munți sau în zone circumpolare) înainte să dispară din cea mai mare parte a Europei, începând din preistorie, fără îndoială ca urmare a vânătorii excesive, specia putând să dăuneze primelor încercări de agricultură și constituind o sursă de proteine și de lipide relativ ușor accesibilă iarna (era suficientă balizarea vizuinilor toamna pentru a le găsi iarna sub zăpadă).
Prezența exclusivă în zonele muntoase a marmotei ar putea, prin urmare, să nu fie decât consecința acțiunii omului, care, mai târziu, a început totuși să încerce să amelioreze soarta speciei reintroducând-o în diferite masive muntoase (de exemplu în Franța și în România). Totuși micul efectiv al unor populații noi și izolarea în raport cu celelalte pun problema fragilității și consangvinității lor.

## Ecologie și comportament

### Comportamentul
Marmotele trăiesc în colonii stabile sau solitar. Spațiul vital al familiei este de 2.000-20.000 m2, și este marcat cu secreții odorante produse de glandele jugale. Sunt foarte legate de locul de trai și nu se depărtează mult de vizuini.
Marmotele o activitate exclusiv diurnă, fiind active îndeosebi dimineața, mai puțin după-amiaza. În orele călduroase se adăpostesc în galerii. Sunt bune săpătoare, dar se pot cățăra și în arbori. 
Marmotele sunt animale puțin sprintene, se deplasează greoi, cu sărituri scurte. În timpul mersului au mersul oarecum legănat, datorită faptului că își depărtează picioarele alternativ și lateral, lăsând impresia că se clatină.
Sunt animale extrem de atente, dotate cu simțuri excelente, dintre care auzul și văzul sunt pe primul loc, iar mirosul este slab. Adesea, se ridică în poziție verticală pe labele dinapoi și rămân nemișcate un timp oarecare, în care inspectează amănunțit împrejurimile. În caz de pericol scot țipete sau șuierături ascuțite și puternice, de alarmă, după care toată colonia se refugiază în galerii. În perioada împerecherii își modulează glasul, care devine asemănător unui mieunat. 
Marmota are nevoie de foarte multă liniște în teren, nu suportă activitățile omenești în apropiere și cel mai mult o deranjează oile și câinii de la stânele din zonă.

### Galeriile
Ca adăpost servesc galeriile adânci, pentru o întreagă colonie, pe care marmotele le sapă singure în soluri afânate sau printre pietre și care au o structură complicată cu mai multe intrări.  Marmotele își sapă două feluri de galerii în funcție de sezon: galeriile de vară și galeriile de iarnă (hibernaculum). Solul aruncat din galerii formează o movilă în jurul galeriei, care uneori ajunge (de ex. la bobac) la un diametru de până la 20-25 m și o înălțime mai mare de 0,5 m, uneori până la 1-1,5 m.
Galeriile de vară cu numeroase ramuri laterale au o lungimea de până la 15-20 m, diametrul de 0,2-0,3 m și o adâncime de 2,5-3 m, și chiar mai mult. Galeriile de vară converg spre un cuib central (camera principală sau culcușul) mare, unde se odihnește întreaga familie, inclusiv și noaptea. Această cameră principală este căptușită cu ierburi uscate. Galeriile de vară au în general mai multe ieșiri (până la 3, 4 sau chiar 7), în funcție de vârsta galeriei. La capătul unei galerii laterale, marmota își amenajează o încăpere mai mică în diametru, cu rol de latrină. În afară de camera principală există camere mai mici, construite simplu, pentru hrană sau pentru apărare; în ele marmotele se ascund în timpul hrănirii, când există un pericol în afară.
Galeriile de iarnă (hibernaculum) sunt mai mari și au o adâncimea mai mare, cu mai puține ieșiri, față de cea de vară, iar orificiile de acces sunt închise cu pământ și pietre înainte ca marmota să intre în hibernare. Galeriile de iarnă converg spre un cuib (camera de iernare) care atinge 1 m diametru, căptușit cu ierburi uscate.

### Hibernarea
Marmota hibernează 5 luni și jumătate. Toamna ea mănâncă enorm de mult pentru a-și constitui rezervele de grăsime care îi vor permite să supraviețuiască. Pentru a nu-și arde rezervele prea repede, ea trăiește „la ralanti”. Temperatura corporală scade la 7°C, iar bătăile inimii încetinesc, la circa 4 sau 5 pulsații pe minut. Marmota se trezește la fiecare patru săptămâni pentru a-și face nevoile. Dacă temperatura din vizuină scade sub 3°C, marmota trebuie să se trezească și să se miște pentru a nu muri de frig.
Se pare că hibernarea socială (în grup familial, în hibernaculum, împreună cu indivizi în vârstă, mai experimentați), studiată la Marmota marmota, deși este un factor de risc eco-epidemiologic din cauza promiscuității, poate și să procure avantaje pentru supraviețuirea hibernală.

### Alimentația

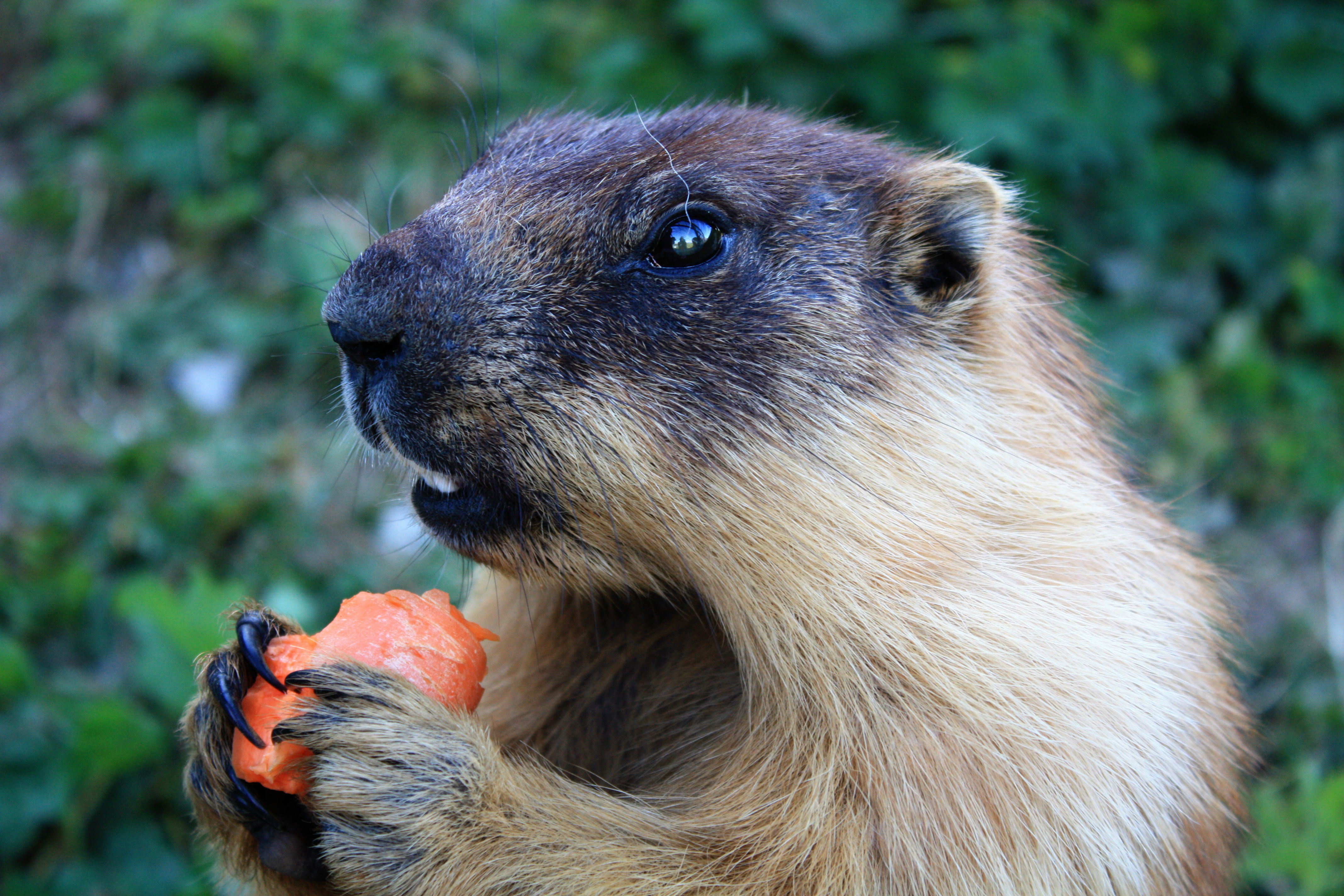
O Marmota sibirica (Rusia, Mongolia) în timp ce mănâncă.

Marmota este cecotrofă, adică ea își digeră de două ori alimentele ingerându-și unele din propriile balegi / crotine.
Marmotele alpine se hrănesc cu vegetale erbacee, semințe și mici nevertebrate (insecte, păianjeni, viermi). Ele preferă mlădițe fragede și își țin hrana cu membrele anterioare.

### Reproducerea
Împerecherea marmotelor are loc în aprilie - mai, aproape imediat după ce acestea apar la suprafața pământului după hibernare. Uneori împerecherea are loc probabil și până la ieșirea lor din galeriile de hibernare.
Gestația durează circa 33-42 zile. Femela naște o singură dată pe an, la începutul verii (pe la sfârșitul lui mai sau la începutul lui iunie) 2-10 (de obicei 4-5) pui golași (fără blană) și cu pleoapele lipite. Nou-născuții au numai 3 cm lungime și cântăresc în jur de 26-30 de grame. Puii încep să vadă după 26-27 zile. Alăptarea durează 6 săptămâni, dar puii rămân în galeria părinților până în primăvara următoare. După aproximativ o lună după nașterea (prin luna iulie) puii ies la suprafață din galerii și trec la hrana vegetariană. 
Maturitatea sexuală este atinsă la vârsta de 3 ani (la Marmota monax la 2 ani).

## Importanța practică
Marmotele au o importanță economică semnificativă: grăsimea și carnea lor sunt consumate de către oameni,  iar blana lor este valoroasă. Numărul mic de indivizi al populațiilor de marmote alpine din țara noastră nu pune problema industrializării acestora.
Local marmotele pot dăuna culturilor agricole, însă pagubele sunt de obicei nesemnificative. Marmotele sunt implicate în epizootia ciumei în natură. 

## Lista speciilor
Genul Marmota include  14 specii actuale:
- Marmota baibacina, Asia -- Marmota cenușie, Marmota de Altai
  - Marmota baibacina baibacina,
  - Marmota baibacina centralis ,
  - Marmota baibacina katschenkai,
- Marmota bobak, Eurasia -- Bobacul / Marmota de stepă, în Europa de Est și Asia Centrală
- Marmota broweri, Alaska, Canada -- Marmota de Alaska
- Marmota caligata, Canada, Alaska și nordul Munților Stâncoși, în Statele Unite ale Americii, Marmota din Munții Stâncoși
- Marmota camtschatica, Kamciatka -- Marmota din Kamciatka sau Marmota cu cap negru
- Marmota caudata, Asia centrală -- Marmotă cu coadă lungă
- Marmota flaviventris, America de Nord -- Marmota cu burtă galbenă
- Marmota himalayana, Himalaia -- Marmota din Himalaia
- Marmota marmota, Alpi, Pirinei și Carpați -- Marmota alpină
- Marmota menzbieri, Asia centrală
- Marmota monax, America de Nord -- Marmotă comună
- Marmota olympus, Peninsula Olimpică (în engleză: Olympic Peninsula) din Statele Unite ale Americii
- Marmota sibirica, Siberia, Mongolia -- Marmota siberiană
  - Marmota sibirica sibirica,
  - Marmota sibirica caliginosus,
- Marmota vancouverensis, Insula Vancouver, Canada

### Specii dispărute
În plus, patru specii dispărute de marmotă sunt cunoscute ca fosile:
- †Marmota arizonae, Arizona, Statele Unite ale Americii
- †Marmota minor, Nevada, Statele Unite ale Americii
- †Marmota robusta, China
- †Marmota vestus, Nebraska, Statele Unite ale Americii

### Specii din România
În România trăiește o singură specie în Carpați:
- Marmota marmota (Linnaeus, 1758) = Marmota alpină

În trecut în România a trăit și bobacul sau marmota de stepă (Marmota bobak)
După Bielz (1888), citat de Călinescu (1931), marmota alpină ar fi trăit până în secolul XIX și în Carpații românești, pe vârfurile înalte din Făgăraș, Retezat, și Rodnei,  dar a dispărut din fauna României, la sfârșitul secolului al 19-lea. După mai multe eșecuri în reintroducerea acesteia, numai în anul 1972-1973 s-a reușit repopulare cu marmote importate din Franța și Austria în trei masive muntoase: Făgăraș și Retezat din Carpații Meridionali și Caliman din Carpații Orientali. 

## Arealul speciilor
| Denumirea latină       | Denumirea românească                    | Arealul | Imaginea și starea de conservare |
| ---------------------- | --------------------------------------- | --- | -------------------------------- |
| Marmota baibacina      | Marmota cenușie                         | Munții Altai și Tian-Șan, sud-vestul Siberiei (Rusia), sud-estul Kazahstanului, Kârgâzstan; Mongolia; Xinjiang (China). Introdusă în Munții Caucaz                                                                             |                                  |
| Marmota bobak          | Bobacul, Marmota de stepă               | Stepele de estul Europei, la est din Belarus, Ucraina și Rusia până în nordul și centrul Kazahstanului. |                                  |
| Marmota broweri        | Marmota de Alaska                       | Munții Brooks din Alaska (SUA) de la coasta mării Ciukotsk până la frontieră dintre Alaska șiYukon; probabil și în nordul Yukonului (Canada).                                                                                  |                                  |
| Marmota camtschatica   | Marmota de Kamceatka                    | Estul Siberiei din Transbaikalia până în Ciukotka și Kamceatka (Rusia), în mai multe populații izolate geografic |                                  |
| Marmota caudata        | Marmota cu coadă lungă                  | Din vestul munților Tian-Șan prin Pamir (Kârgâzstan, Tadjikistan) până în Hindukuș (Afganistan), Pakistan, Cașmir (India), și munții din extremitatea vestică a Regiunii Autonome Xinjiang și Regiunii Autonome Tibet (China). |                                  |
| Marmota himalayana     | Marmota de Himalaia, Marmota himalaiană | Regiunile montane din vestul Chinei, Nepal și nordul Indiei până în Ladak. |                                  |
| Marmota marmota        | Marmota alpină                          | Alpii elvețieni, italieni, și francezi; vestul Austriei; sudul Germaniei; munții Carpați (România) și Tatra (Republica Cehă, Polonia); introdusă în Pirineii francezi, estul Austriei și nordul Serbiei și Muntenegrului.      |                                  |
| Marmota menzbieri      | Marmota lui Menzbier                    | Vestul munților Tian-Șan, în sudul Kazahstanului și nord-vestul Kârgâzstanului. |                                  |
| Marmota monax          | Marmota fluierătoare, Marmota comună    | Din Alaska (SUA) prin sudul Canadei și sudul Labradorului până în nord-estul și sud-centrul SUA; la sud în Munții Stâncoși, posibil și în nordul statului Idaho.                                                               |                                  |
| Marmota sibirica       | Marmota siberiană, Tarbaganul           | Sud-vestul Siberiei, Tuva, Transbaikalia (Rusia); nordul și vestul Mongoliei; Heilongjiang și Mongolia Interioară (China). |                                  |
| Marmota caligata       | Marmota căruntă, Marmota lui Rocheuses  | Din centrul statului Alaska (SUA), Yukon și Teritoriile de Nordvest (Canada) spre sud până în vestul și nord-estul statului Washington, centrul statului Idaho și vestul statului Montana (SUA).                               |                                  |
| Marmota flaviventris   | Marmota cu abdomenul galben             | Din sud-centrul provinciei Columbia Britanică și sudul provinciei Alberta (Canada) spre sud până în nordul statului New Mexico, sudul statului Utah, Nevada și California (SUA).                                               |                                  |
| Marmota olympus        | Marmota olimpică                        | Munții Olimpic din vestul statului Washington (SUA). |                                  |
| Marmota vancouverensis | Marmota de Vancouver                    | Munții din insula Vancouver (Columbia Britanică, Canada). |                                  |

## Folclor și expresii derivate
- Marmota americană este subiectul unei tradiții celebrate de nord-americani (din Statele Unite ale Americii și din Canada) în fiecare an, la 2 februarie, denumită Ziua marmotei[13], potrivit căreia dacă aceasta își vede sau nu umbra, acest lucru va anunța o primăvară întârziată sau precoce.

Începând din 2010, Alaska sărbătorește la 2 februarie „Ziua marmotei”, o sărbătoare menită să respecte prevalența marmotei, care să-i ia locul Zilei cârtiței (în engleză: Groundhog Day).
- Se folosește expresia „a dormi ca o marmotă” când o persoană doarme liniștit, profund și îndelung.[14]